# Drosera sulphurea
Drosera sulphurea är en sileshårsväxtart som beskrevs av Johann Georg Christian Lehmann. Drosera sulphurea ingår i släktet sileshår, och familjen sileshårsväxter.
Artens utbredningsområde är:
- Ashmore-Cartieröarna.
- Western Australia.

Inga underarter finns listade i Catalogue of Life.